# Phorbas ramosus
Phorbas ramosus är en svampdjursart som först beskrevs av Lendenfeld 1888.  Phorbas ramosus ingår i släktet Phorbas och familjen Hymedesmiidae. Inga underarter finns listade i Catalogue of Life.